# Djobi djoba
«Djobi Djoba» es una canción del grupo Gipsy Kings lanzada en 1987 en su álbum homónimo. Junto con "Bamboleo" y "Un Amor", "Djobi Djoba" ayudó a la banda a ser reconocida en Europa y posteriormente en América entre 1988 y 1989. La canción se mantuvo durante 40 semanas en las listas de popularidad, algo que muy pocos álbumes de este género han logrado. Tiene parecidos muy evidentes con una canción anterior de El Principe Gitano titulada "Obí, Obá"

## Posicionamiento en listas
- #64; Las 100 más grandiosas canciones de los 80's en español según VH1 Sur.